# Suncus montanus
Suncus montanus är en däggdjursart som först beskrevs av Edward Frederick Kelaart 1850.  Suncus montanus ingår i släktet Suncus och familjen näbbmöss. IUCN kategoriserar arten globalt som sårbar.
Arten förekommer i kulliga områden och bergstrakter i södra Indien och Sri Lanka. Den lever i regioner mellan 900 och 2400 meter över havet. Habitatet utgörs av bergsskogar, ängar och odlingsmark.

## Underarter
Arten delas in i följande underarter:
- S. m. montanus
- S. m. niger